# 三遊亭萬窓
三遊亭 萬窓（さんゆうてい まんそう、1963年1月5日 - ）は、埼玉県浦和市（現：さいたま市）出身で、落語協会所属の落語家。本名∶北原 吉庸。出囃子は『都風流』。

## 経歴
1982年4月に東洋大学法律学科入学。1986年に卒業し、10月に六代目三遊亭圓窓に入門する、前座名「窓樹」。
1990年9月に入船亭扇治、三遊亭新潟、橘家文吾と共に二ツ目昇進。
2001年9月に柳家禽太夫、三遊亭白鳥、林家きく姫、入船亭扇治、柳家一琴、橘家文左衛門、古今亭駿菊、柳家三太楼、金原亭馬遊と共に真打昇進。「萬窓」と改名。

## 芸歴
- 1986年10月∶六代目三遊亭圓窓に入門、前座名「窓樹」。
- 1990年9月∶二ツ目昇進。
- 2001年9月∶真打昇進、「萬窓」と改名。

## 弟子

### 二ツ目
- 三遊亭萬都
  - 2024年5月下席より、入船亭扇ぱい改メ入船亭扇七、金原亭駒平とともに二ツ目に昇進し「三遊亭萬都」に改名した[2][3]。